# 野州大塚駅
野州大塚駅（やしゅうおおつかえき）は、栃木県栃木市大塚町にある東武鉄道宇都宮線の駅である。駅番号はTN 32。

## 歴史
- 1931年（昭和6年）11月1日 - 開業[1]。
- 2024年（令和6年）6月15日 - 「いちご王国・栃木」のPRの一環として、当駅の駅舎外観、改札口エリア、待合室を「いちごカラー」に装飾し、副駅名「いちご研究所前」を導入した[2]。

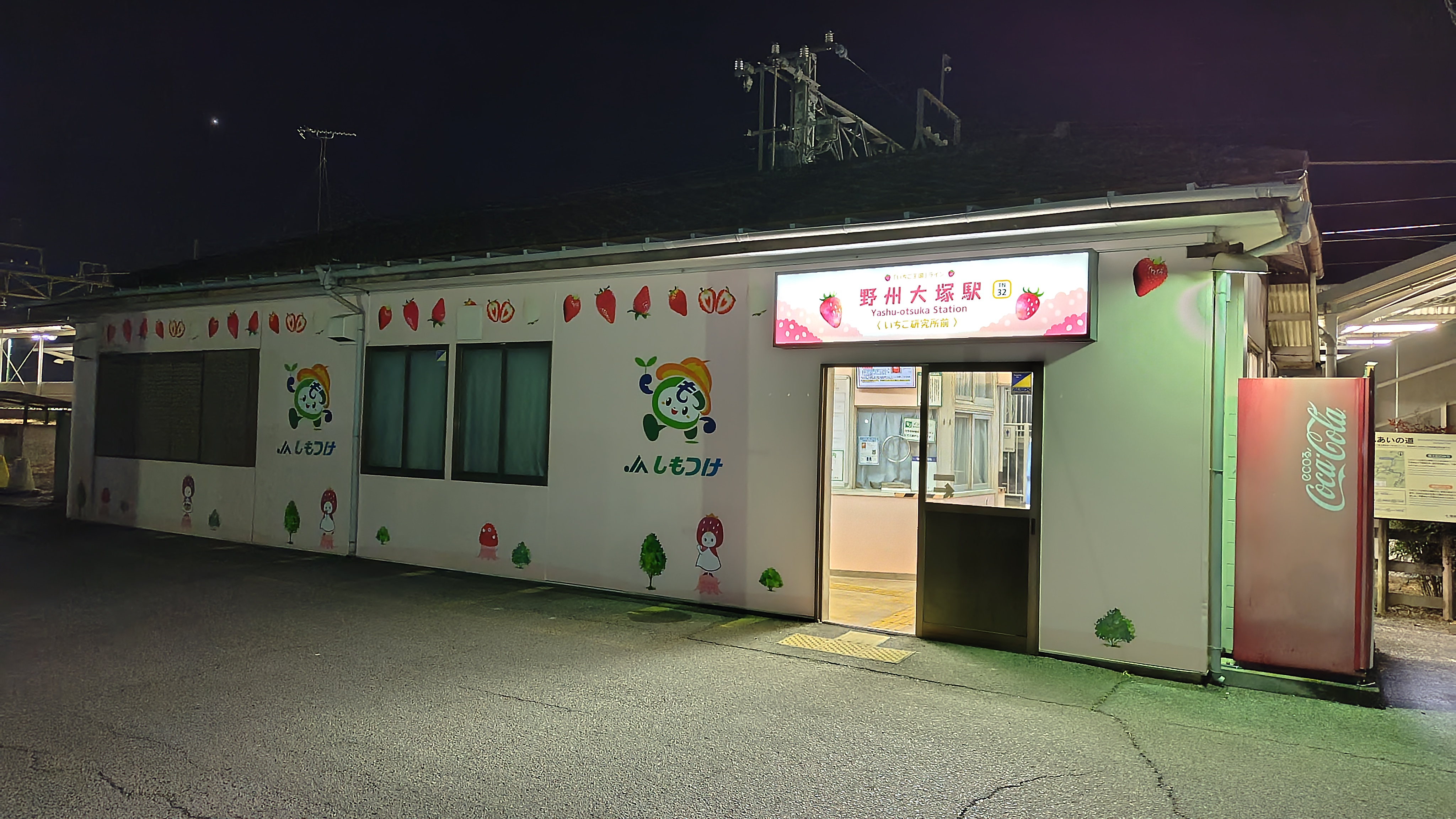
いちごカラー装飾後の駅舎（2025年3月）

## 駅構造

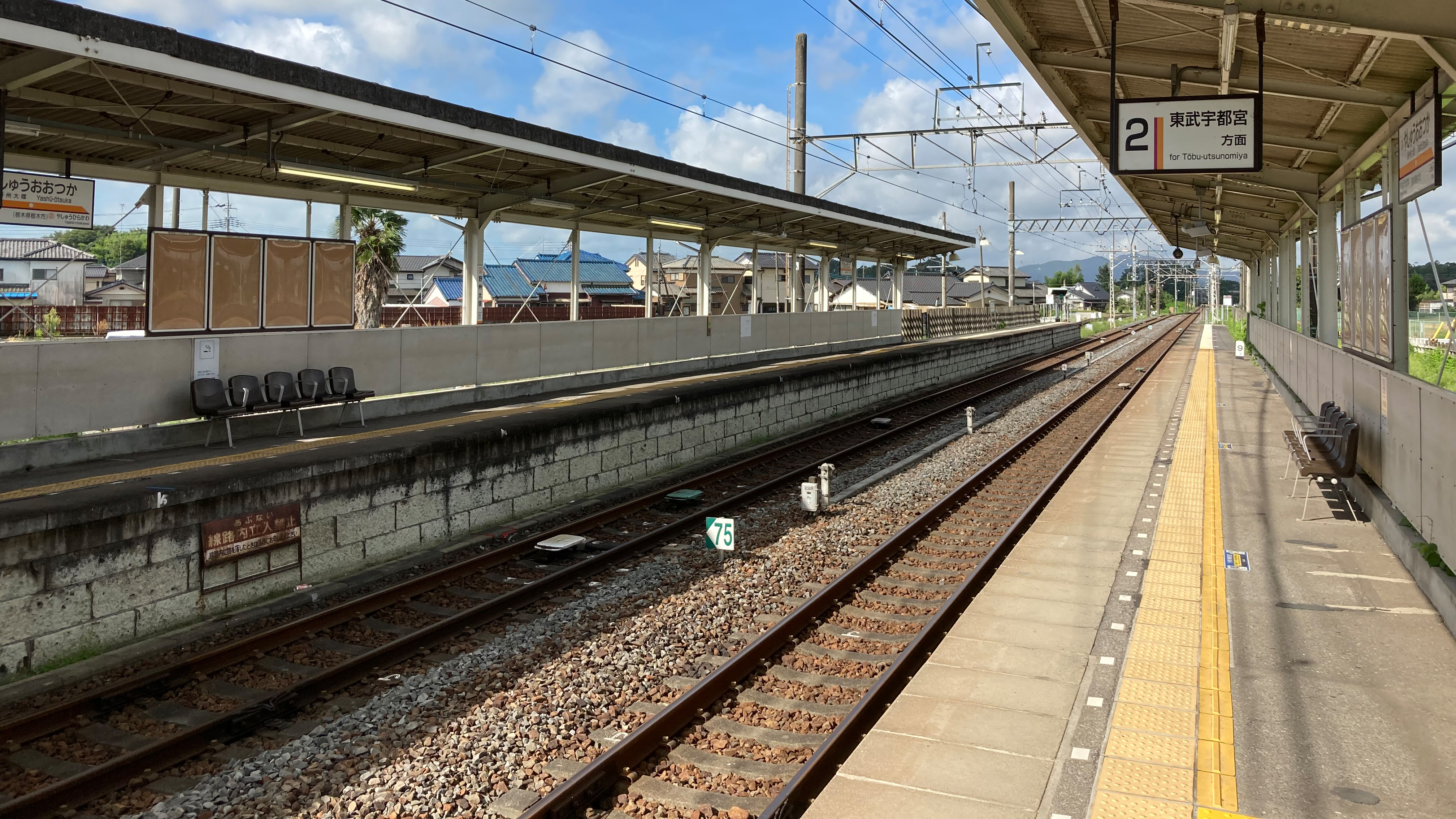
ホーム（2021年8月）

相対式ホーム2面2線を有する地上駅。木造駅舎を有する。駅舎は栃木方面ホーム側にあり、東武宇都宮方面ホームとは跨線橋により連絡している。PASMO対応簡易ICカード改札機設置駅。以前は自動券売機が設置されていたが現在は撤去されており、切符は駅員から直接購入する（手書きのため時間がかかり、自動改札を通ることができない）。入場券は硬券式の物で販売されている。窓口営業時間は9:30 - 12:00、13:00 - 16:45。時間外は乗降車駅証明書を取り着駅で精算する。

### のりば
| 番線 | 路線     | 方向 | 行先             |
| ---- | -------- | ---- | ---------------- |
| 1    | 宇都宮線 | 上り | 栃木・南栗橋方面 |
| 2    | 宇都宮線 | 下り | 東武宇都宮方面   |

## 利用状況
2024年度の1日平均乗降人員は436人である。
近年の1日平均乗降人員および乗車人員の推移は下記の通り。
| 年度               | 1日平均 乗降人員 | 1日平均 乗車人員 | 出典       |
| ------------------ | ---------------- | ---------------- | ---------- |
| 2008年（平成20年） |                  | 215              |            |
| 2009年（平成21年） |                  | 223              |            |
| 2010年（平成22年） |                  | 232              |            |
| 2011年（平成23年） | 452              | 231              |            |
| 2012年（平成24年） | 434              | 215              |            |
| 2013年（平成25年） | 443              | 214              |            |
| 2014年（平成26年） | 430              | 208              |            |
| 2015年（平成27年） | 444              | 215              |            |
| 2016年（平成28年） | 466              | 225              |            |
| 2017年（平成29年） | 495              | 240              |            |
| 2018年（平成30年） | 513              | 249              |            |
| 2019年（令和元年） | 513              |                  |            |
| 2020年（令和02年） | 394              |                  |            |
| 2021年（令和03年） | 412              | 201              | [ 東武 3 ] |
| 2022年（令和04年） | 430              | 211              | [ 東武 4 ] |
| 2023年（令和05年） | 443              | 218              | [ 東武 5 ] |
| 2024年（令和06年） | 436              | 215              | [ 東武 1 ] |

## 駅周辺
駅周辺の大塚町と惣社町が栃木市国府地区（旧国府村）の中心部である。
- 栃木市役所国府公民館（公民館に加えて支所の機能を持つ[5]）
- 栃木市立国府北小学校
- 栃木県農業総合研究センターいちご研究所（2024年4月に栃木県農業試験場いちご研究所から改称）
  - 副駅名の由来となった施設[6][7]。駅舎のいちごカラー化の記念式典には所長が出席した[6]。
- 国府郵便局
- 栃木県道296号小山都賀線 - 駅前通り。駅前からこの道を南へ行くと栃木街道、北へ行くと都賀町家中方面へ至る。

## 路線バス
最寄りのバス停は「野州大塚駅前」停留所である。
| 乗り場       | 系統       | 行先                | 運行事業者   |
| ------------ | ---------- | ------------------- | ------------ |
| 野州大塚駅前 | 大宮国府線 | 栃木駅 / 国府公民館 | ふれあいバス |

## 隣の駅
東武鉄道
 宇都宮線
野州平川駅（TN 31） - 野州大塚駅（TN 32） - 壬生駅（TN 33）